# Eleanor Roosevelt
Pour les articles homonymes, voir Roosevelt.
Pour les autres membres de la famille, voir Famille Roosevelt.
Anna Eleanor Roosevelt (« Éléonore », la version traduite de son prénom, est souvent aussi d'usage pour les francophones), née le 11 octobre 1884 et morte le 7 novembre 1962, est une figure politique, diplomate et militante américaine. Elle est également l'épouse de Franklin Delano Roosevelt. Par cette union, elle est la Première dame des États-Unis du 4 mars 1933 au 12 avril 1945. Elle est la première à donner une dimension politique et médiatique affirmée à ce rôle.
Elle pèse sur la décision d'engager les États-Unis dans la Seconde Guerre mondiale. Féministe engagée, elle s'oppose au racisme et défend le mouvement américain des droits civiques.
Après le conflit, comme diplomate, elle joue un rôle déterminant dans la promotion du multilatéralisme et la création de l’Organisation des Nations unies (ONU), auprès de laquelle elle sera la première déléguée des États-Unis (1945-1952). Elle préside également, pendant la présidence de Harry S. Truman, la Commission des droits de l'homme de l'Organisation des Nations unies, chargée de rédiger la Déclaration universelle des droits de l'homme,. Ses nombreux voyages dans le monde et sa diplomatie contribuent à l'adoption de cette déclaration par l'Assemblée générale des Nations unies le 10 décembre 1948.
Elle reçoit, à titre posthume, le prix des droits de l'homme des Nations unies créé en 1966 par l'Assemblée générale de l'ONU, pour être décerné, pour la première fois en 1968, à l'occasion du 20e anniversaire de l'adoption de la Déclaration universelle des droits de l'homme, le 10 décembre, jour connu universellement comme la Journée des droits de l'homme.

## Biographie

### Jeunesse

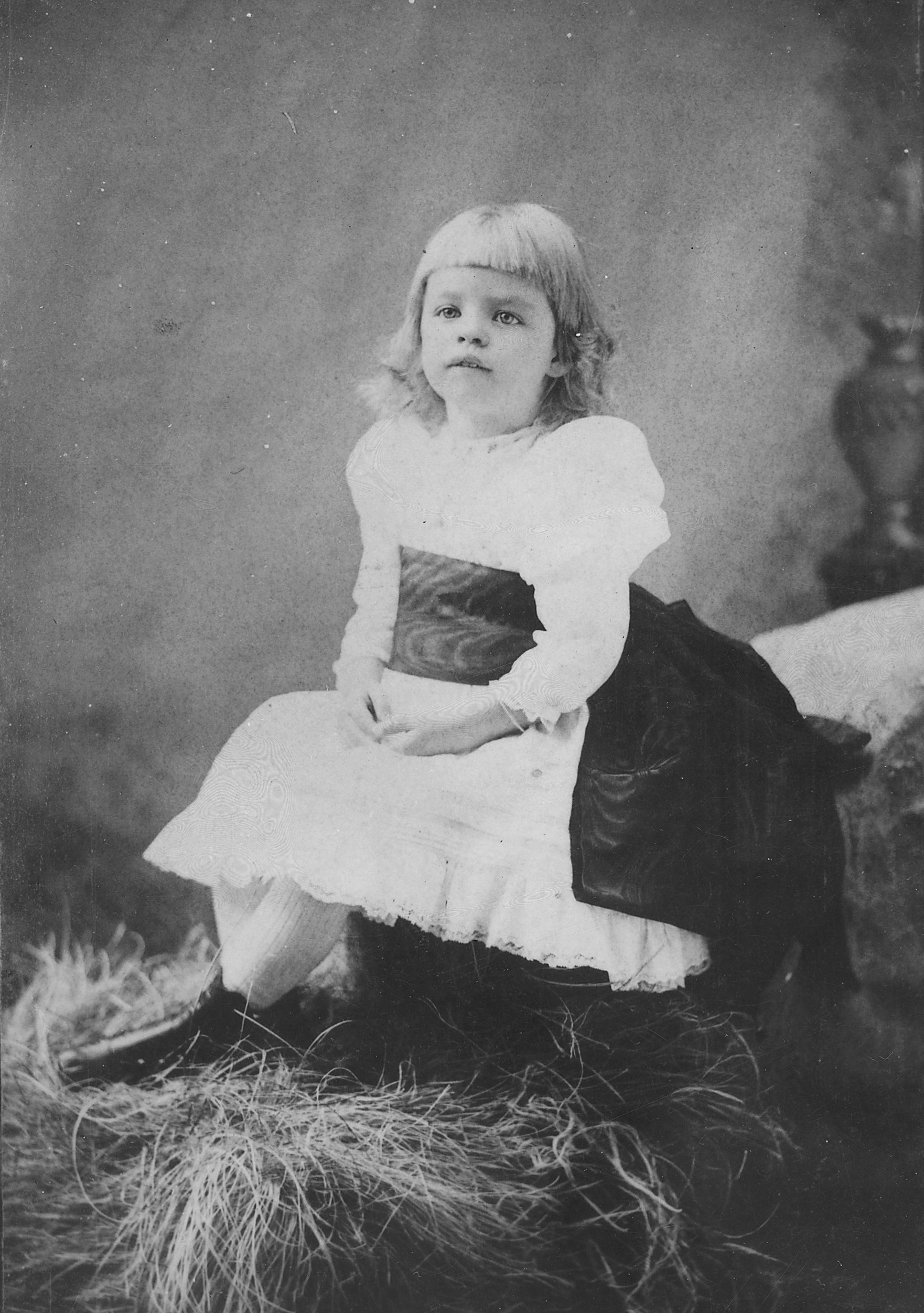
Eleanor Roosevelt enfant, en 1887.

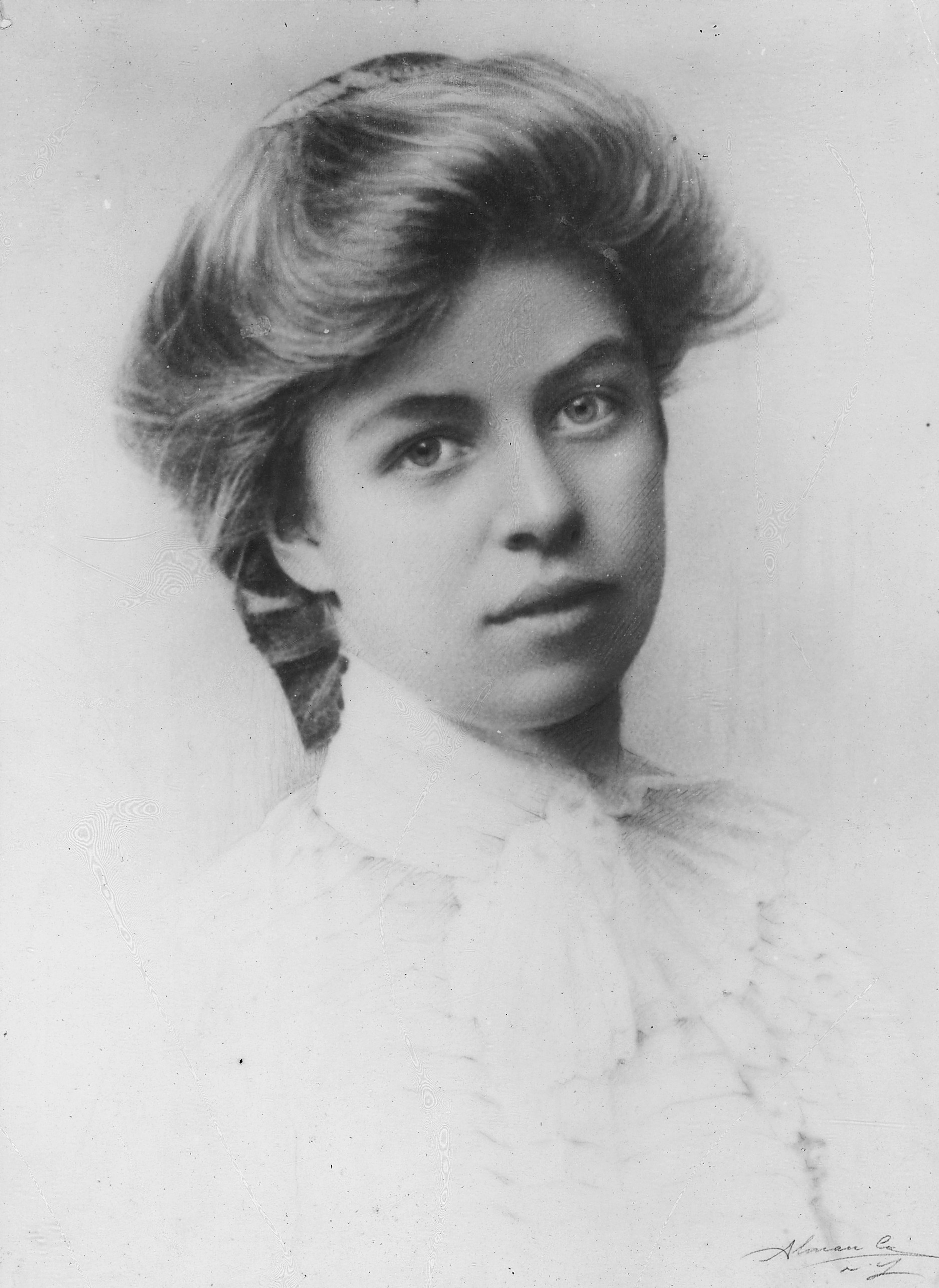
Eleanor Roosevelt à 14 ans.

Anna Eleanor Roosevelt est née à Manhattan à New York. Elle est le premier enfant d'Elliott Roosevelt (en), WASP originaire de Virginie et d'Anna Hall Roosevelt (en). Elle a deux frères, Elliott Roosevelt, Jr. (1889-1893) et Hall Roosevelt (en) (1891-1941) ainsi qu'un demi-frère, Elliott Roosevelt Mann (mort en 1941), né d'une relation extraconjugale de son père avec Katy Mann, une servante de la famille. Elle est la nièce du président des États-Unis Theodore Roosevelt.
Ressentant dans son enfance un manque d'affection de la part de ses parents, elle est aussi, durant cette période, complexée par son physique : elle se trouve laide.
Elle se sentait indésirable, ses parents préférant avoir un fils ; ce sentiment la rendra timide et effacée. Sa mère, femme d’une grande beauté, lui faisait de nombreuses remarques concernant son physique. Elle l’appelait même « Granny » à cause de son style trop simple et démodé. L'enfance d’Eleanor ne fut pas facile, elle n’était pas heureuse. Elle n'était pas une personne attirante, plusieurs personnes se moquaient de son apparence en la surnommant « the ugly duckling ».
Elle est élevée dans une famille aisée. À l'âge de huit ans, elle perd sa mère, atteinte de diphtérie. Son père, maintenu dans un sanatorium car alcoolique et drogué, meurt deux ans plus tard. Ce décès lui fut très difficile à surmonter, étant très proche de son père. Elle est alors confiée avec son frère à sa grand-mère maternelle, Marie Ludlow Hall (1843-1919), domiciliée à Tivoli (New York). De 1898 à 1902, elle étudie au pensionnat Allenswood, école anglaise réputée située à Wimbledon, près de Londres. La directrice, Marie Souvestre, lui apprend à cultiver sa curiosité intellectuelle, le goût des voyages et des langues (elle parle notamment le français) ainsi que de la cause féminine.
Cette dame, d'origine française, fut une professeure importante dans l’éducation d’Eleanor ; elle lui permit de s’épanouir et de changer sa personnalité. C’est dans cet établissement qu’Eleanor travailla énormément sur son physique, sa santé et ses connaissances. Elle faisait partie de l’équipe de hockey, ce qui lui permit de gagner l’affection de ses camarades de classe et de se sentir utile et valorisée.
De retour à New York en 1902, elle fait ses débuts dans la société new-yorkaise.

### Mariage

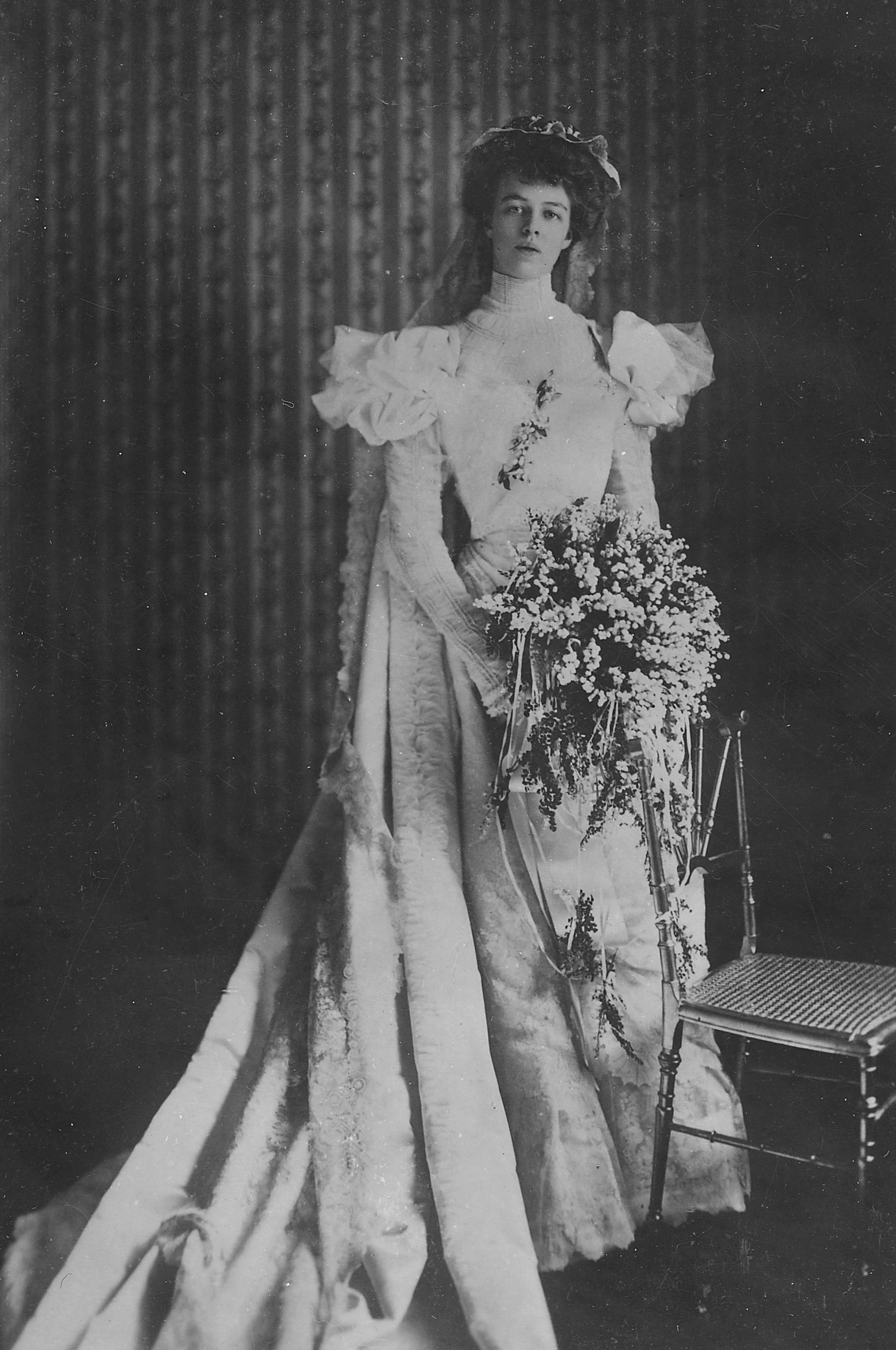
Eleanor Roosevelt dans sa robe de mariée.

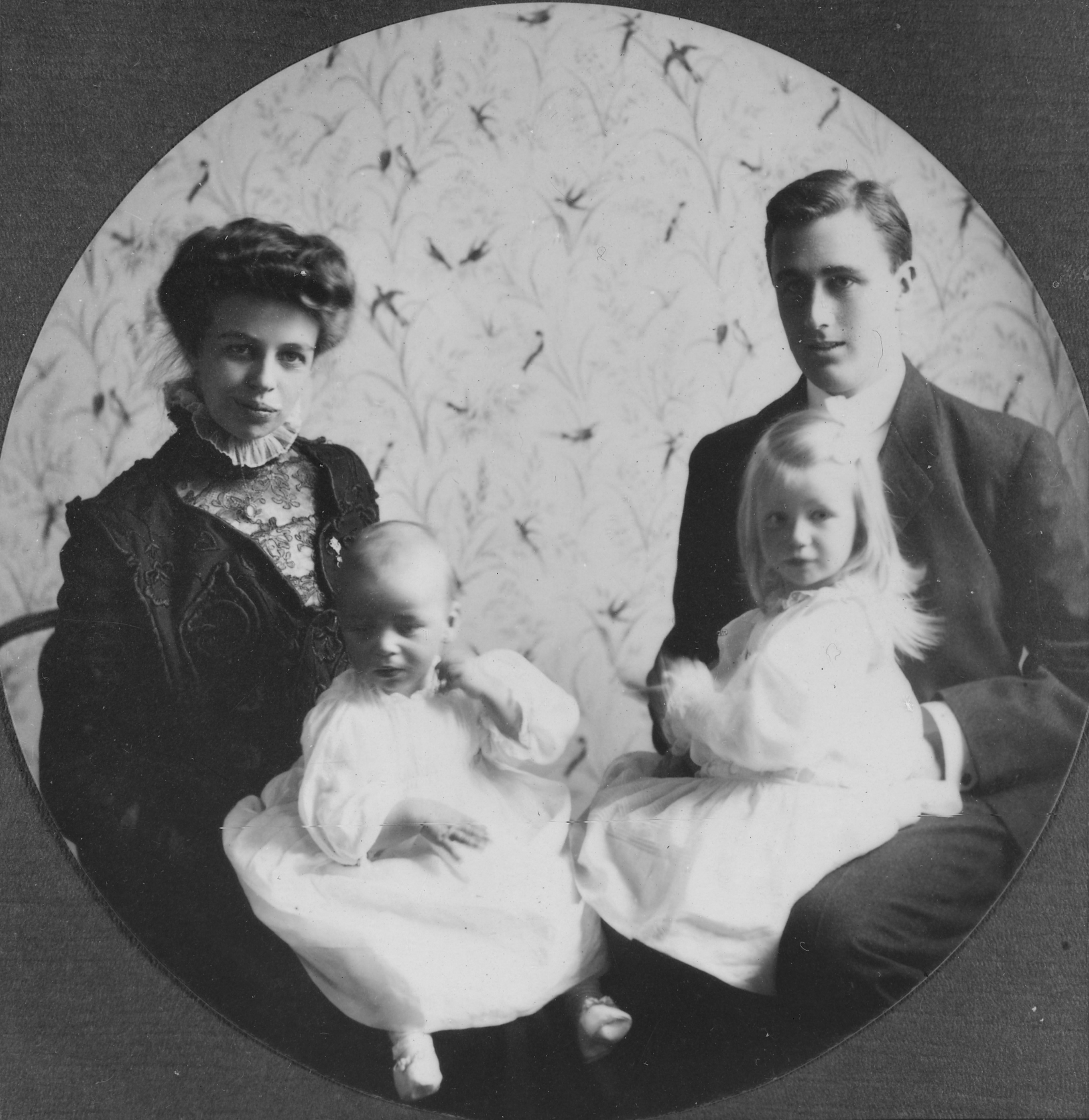
Le couple Roosevelt et leurs deux premiers enfants, en 1908.

Eleanor Roosevelt rencontre Franklin D. Roosevelt, avec qui sa famille partageait un ancêtre d'origine hollandaise, Nicholas Roosevelt (1658-1742), et qui l'éblouit lorsqu'il la courtise. Certains affirmeront par ailleurs que son goût pour le plaisir et l'amusement contrastait avec la personnalité et le côté très sérieux d’Eleanor.
En novembre 1904, ils se fiancent malgré l'opposition de la mère de Franklin, Sara Delano Roosevelt. Le mariage, très médiatique en raison de la présence du président des États-Unis Theodore Roosevelt, cousin éloigné de Franklin et oncle d'Eleanor, a lieu le 17 mars 1905.
Les nouveaux mariés s'installent à New York, dans une maison fournie par la mère de Franklin. Sa belle-mère se mêle de toutes les questions domestiques. Eleanor accepte d'abord une position assez effacée (en dépit des préceptes inculqués par Marie Souvestre), mais elle reprend progressivement de l'autorité. Quand son mari est élu membre du Sénat de l'État de New York, la famille déménage à Albany (New York) et, à son grand soulagement elle échappe à l'emprise de Sara, la mère de Franklin. C’est l'élection de son mari qui permettra à Eleanor de développer et découvrir la réalité de la vie politique.
Lorsque son mari est nommé secrétaire adjoint à la Marine en 1913, elle le suit à Washington (district de Columbia), continuant à remplir son rôle de femme de personnage public. En 1919, la vie d’Eleanor s’effondre, le jour où elle découvre dans la valise de son mari des lettres d'amour de Lucy Mercer, qui avait été engagée par Eleanor comme secrétaire et dame de compagnie. Eleanor est bouleversée par cette nouvelle, elle qui croyait en son mariage et pensait avoir comblé Franklin en lui donnant cinq enfants et un foyer tranquille en se pliant aux exigences de sa carrière. Elle demande le divorce mais Franklin refuse pour préserver sa carrière politique. La mère de Franklin est également contre, elle préfère étouffer le scandale car la carrière de son fils serait réduite à néant si l’on apprenait son infidélité. 
Eleanor pose ses conditions et exige que Franklin se sépare de Mlle Mercer, faute de quoi elle préviendra leurs enfants et le patron de Franklin qui ne plaisante pas avec la morale. Franklin perdrait son travail et sa mère lui couperait les vivres. Un nouveau contrat s'établit alors dans le couple : ils deviennent des partenaires politiques et non des conjoints,, c’est-à-dire qu’ils restent ensemble aux yeux du public mais ne partagent plus aucune intimité. Dès lors, elle prend un véritable plaisir à contester les décisions de son époux, à lui imposer son point de vue, ce qu’elle s’interdisait auparavant. Elle devient une nouvelle femme, libérée des liens de son mari.
À la suite de cela, Joseph P. Lash dit que Eleanor comprend que « construire sa vie et avoir ses propres intérêts n’était pas seulement ce qu’elle voulait faire mais, ce qu’elle devait faire ». La séparation la détermine à trouver une vie en dehors de la maison. En s'investissant en politique, Eleanor Roosevelt se rend compte qu'elle est capable d'aider son mari dans ce domaine, ce qui lui fait gagner en assurance. De plus, sa nouvelle implication lui permet de comprendre le fonctionnement réel du milieu politique : elle reçoit des cours d'écriture, de prise de parole en public, et apprend à traiter avec la presse.

### Vie publique avant la Maison-Blanche
De 1903 à 1905, Eleanor est enquêtrice à la Ligue des consommateurs. Elle visite et inspecte les habitations et ateliers clandestins, constatant qu’ils sont surpeuplés et insalubres. Ces visites ont pour but de réformer les conditions de travail et de vie de la classe populaire de New-York. Elle promeut notamment la campagne « White Label » de la Ligue des consommateurs. Elle écrit de nombreuses lettres, fait plusieurs communiqués de presse et sensibilise les médias sur la situation de ces travailleurs.

#### The Women’s City Club, the League of Women Voters etWomen’s Trade Union League
Eleanor rejoint des organisations politiques telles que « The Women’s City Club, the League of Women Voters » ce qui élargit son combat contre tout type d’inégalités. Début 1919, le Congrès ratifie par un 19e amendement le suffrage féminin. Eleanor est convaincue de la valeur de ce combat. Elle va alors prendre contact pour la première fois avec des organisations féminines, tel que le Rassemblement international des travailleuses (International Congress of Women Workers), qui accorde une grande importance aux conditions de travail des femmes.
À la section des femmes du comité démocrate de l'État de New-York, elle retrouve son idéal de jeunesse: travailler à l’élévation de la femme du point de vue intellectuel et moral. Elle y fait la connaissance de deux futures amies : Marion Dickerman et  Nancy Cook. À elles trois, elles forment un cercle ainsi qu’une solidarité qu’elles nomment « sisterhood », tellement forte qu’elle s’apparente à une véritable franc-maçonnerie féminine où elles luttent au coude à coude. Ses amies lui apportent un amour maternel qu’elle n’a pas connu durant son enfance et les marques d’affection et de consolation dont elle a besoin. Seules les femmes semblent alors avoir à ses yeux de la pitié et comprendre le sort des femmes opprimées et enfermées dans l'esclavage domestique. 
En 1920, elle se lie d’amitié avec Esther Lape et Elizabeth Read, qui forment un couple de femmes homosexuelles et exercent un métier, ce qui éveille l’admiration d'Eleanor. Esther Lape est membre fondatrice de la League of Women Voters, dont Eleanor rejoint les rangs et préside la commission législative.
En 1921, l’intérêt d’Eleanor pour la politique augmente, en partie dû à sa décision d’aider son mari atteint de la poliomyélite.
Eleanor Roosevelt le soigne avec un grand dévouement et devient ses yeux, ses oreilles et ses jambes pour éviter que la carrière politique de son mari s'arrête.
Son rôle d’activiste s'accroit alors fortement, et se tourne vers des buts humanitaires. Cette tendance à faire plutôt qu'à réfléchir, associée à la conviction que tout ce qui est fait doit être fait pour le bien des autres, contribue à faire d'Eleanor non seulement une militante sociopolitique, mais l'amène à choisir un activisme orienté vers des objectifs humanitaires. Son engagement pour les droits humains était déjà présent lorsqu’elle était adolescente. En effet, elle avait rédigé un essai à l'Allenswood School très révélateur.
Eleanor devient la représentante de la League of Women Voters pour l'État de New-York lors de la conférence nationale de 1922 ; elle est ensuite élue au conseil national. Elle concentre ses efforts sur la promotion d'un plan de paix international, sur la défense du droit des femmes à faire partie d'un jury et sur l'égalité des poursuites entre hommes et femmes dans les affaires de prostitution. Elle met en place des programmes d'éducation des électrices à l'échelle nationale. Elle quitte cette ligue en 1924 pour se consacrer davantage au Parti démocrate mais restera active au sein de la League of Women Voters, en participant à ses événements et en prononçant des discours sur les affaires étrangères, la législation sociale et le pacifisme.

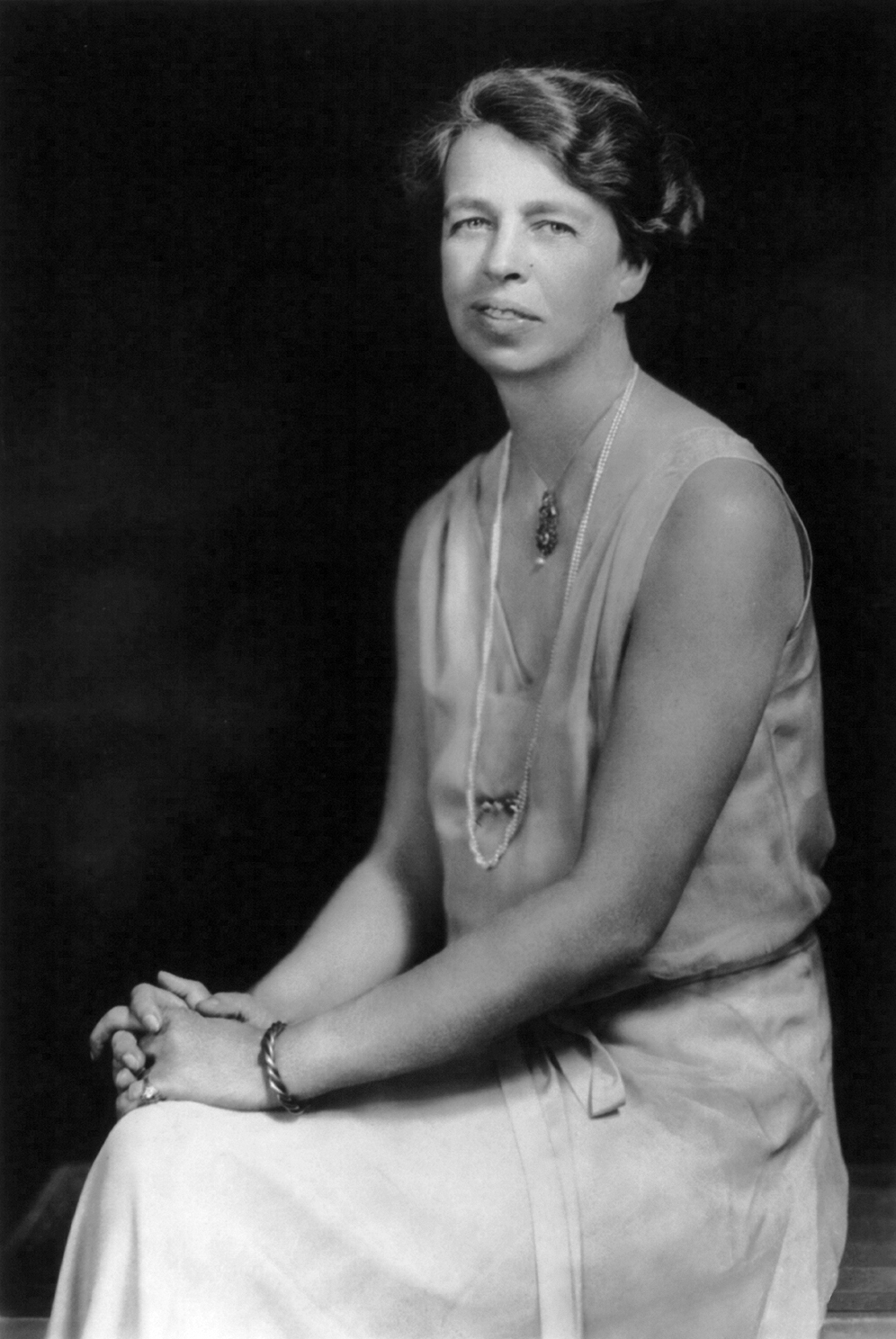
Eleanor Roosevelt en 1932.

En 1922, elle rejoint la Women’s Trade Union League (WTUL). Son travail au sein de ce groupe fait naître en elle une passion pour le droit du travail. Elle passe ainsi la majeure partie de son temps à défendre les conditions de travail et des salaires adéquats pour les femmes. Elle fait don des gains qu'elle reçoit par son travail à la radio ou lors d'apparitions publiques, à la Women’s Trade Union League. Eleanor se prononce en faveur d'un salaire minimum et d'un nombre d'heures maximum pour les travailleuses. Elle essaye d’impliquer son mari et des personnalités politiques de haut rang pour la cause de la ligue. Elle est surnommée « fairy godmother » (« bonne fée ») pour tout ce qu’elle fait sur le sujet, ainsi que ses contributions envers les travailleuses et la WTUL.
Eleanor devient active au sein du Parti démocrate de l'État de New-York. Elle y encourage, en 1928, la nomination du candidat à la présidentielle Al Smith.
La Women’s Trade Union League est dissoute en 1955, à cause d'un manque de financement et d'une baisse d’effectifs. Mais Eleanor continuera d’œuvrer pour les valeurs de cette Ligue ainsi que pour l’éducation des jeunes femmes, et ce, jusqu’à sa mort.

### Vie publique en tant que Première dame

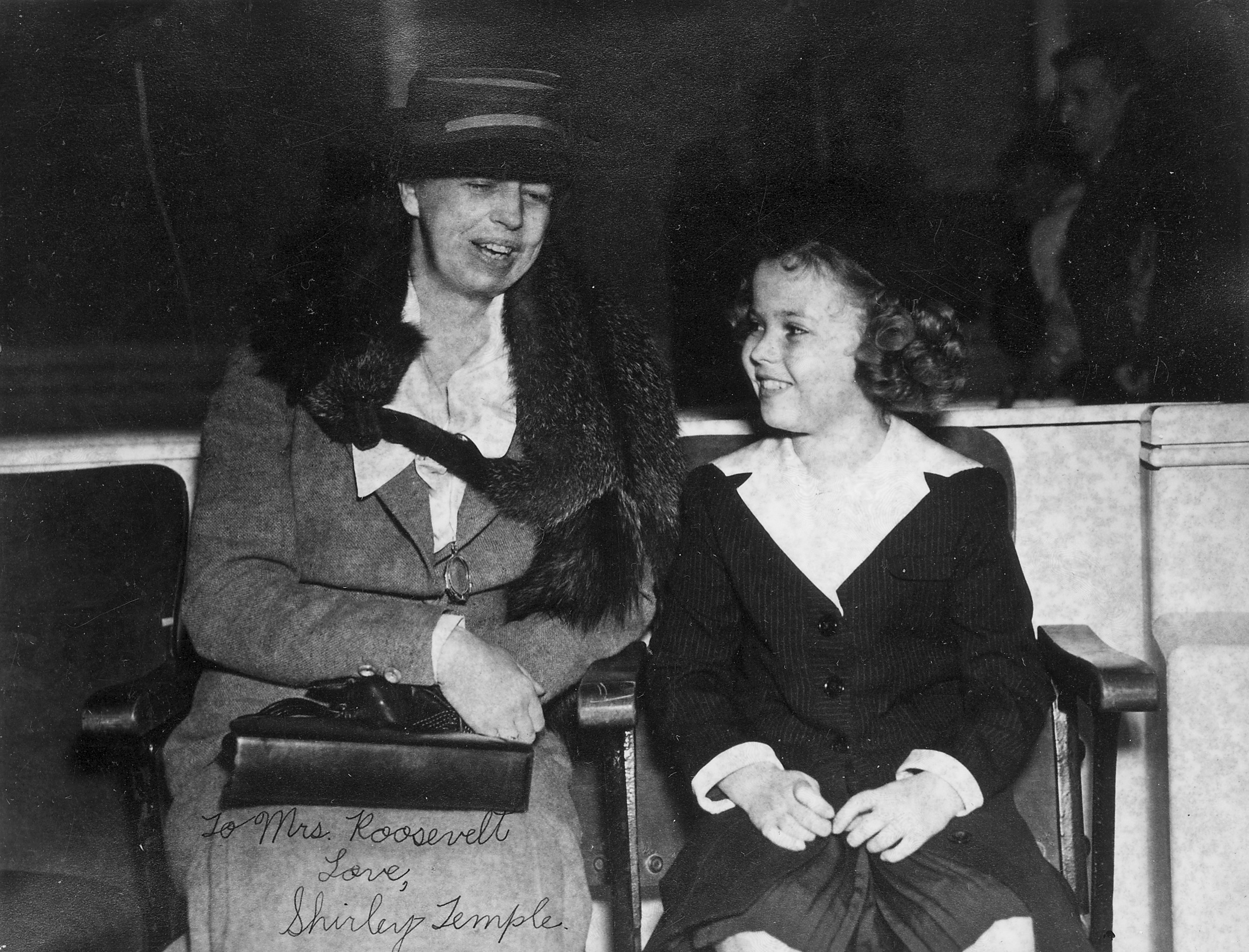
Eleanor Roosevelt et la jeune actrice Shirley Temple en 1938.

De 1933 à 1945, Eleanor Roosevelt est Première dame des États-Unis, à la suite de la victoire de son mari à l'élection présidentielle. Malgré son soutien à son mari et sa carrière, elle craint que l’agenda politique du président et l’image qu’elle devait à présent arborer la contraignent à minimiser ses interventions sur les sujets qui lui tenaient à cœur.
À compter de 1933, elle est favorable au rétablissement des relations diplomatiques avec l'Union soviétique et nourrit l'espérance de pouvoir s'entretenir directement avec Joseph Staline. Elle introduit à la Maison-Blanche un jeune militant syndicaliste, Joseph P. Lash, membre des Jeunesses communistes qui milite, sans grand succès d'ailleurs, pour une intervention américaine en faveur des républicains espagnols lors de la guerre d'Espagne. Averti par les services secrets, Franklin Roosevelt fait affecter Lash dans le Pacifique sud. Des archives de Moscou, dont le degré de véracité ou d'intégrité est difficile à estimer eu égard aux conditions de leur publication, évoquent l'amitié entre Eleanor et Lash, notant que celle-ci est « facile à influencer et à mener quand on sait la prendre ».

#### Arthurdale
Le 18 août 1933, Franklin Roosevelt rend visite à des familles de mineurs sans abri de Morgantown, en Virginie-Occidentale. Profondément affecté par la visite, il propose une communauté de réinstallation pour les mineurs d’Arthurdale, où ils pourront gagner leur vie en menant des cultures de subsistance, en faisant de l’artisanat et en s'investissant dans une usine de fabrication locale. La Première dame espère que ce projet deviendra un modèle pour « un nouveau type de communauté » aux États-Unis, dans lequel les travailleurs seront mieux soignés. Son mari soutient avec enthousiasme le projet. Dans le cadre du « Homestead Project » et avec l'aide financière du milliardaire Bernard Baruch, 200 familles reçoivent des indemnités et construisent elles-mêmes leur maison sur 2000 hectares de terrain alloués par l'État ; Eleanor y investira une bonne part de son capital, bien qu'elle ne connaisse rien à l'agriculture, à l'administration, ni-même à la construction. Malheureusement l'aventure sera un échec, le projet étant trop hâtif, sans étude de terrain (le sol se révélera trop instable) et tout ceci finira par coûter trop cher.

#### Engagements
De peur de ne plus être utile, elle a proposé à son mari de travailler volontairement comme assistante administrative. Dans un premier temps, Franklin Roosevelt a refusé, ce qui n’a pas empêché sa femme de contribuer pleinement à l’administration Roosevelt[style à revoir].

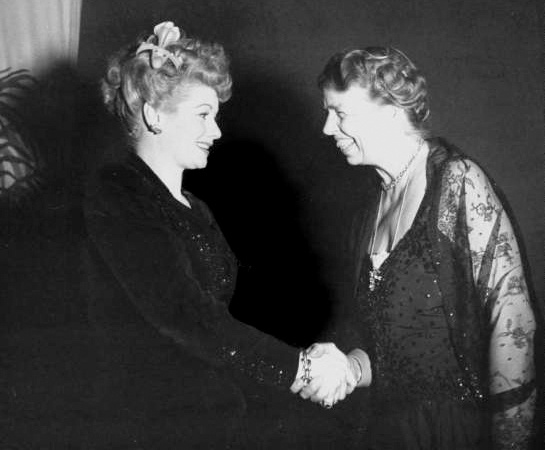
La Première dame et l'actrice Lucille Ball lors d'un évènement pour la lutte contre la poliomyélite infantile en 1944.

En juillet 1934, elle démarre son propre programme de radio, où elle parle notamment de l’éducation des enfants, laissant apparaître ses idées engagées.
De 1935 à 1962, à raison de 6 jours par semaine, elle écrit My day, une chronique qui aborde des questions telles que la race, les femmes ainsi que des événements marquants de l’époque. My day lui permet de diffuser ses idées, ses pensées et donner son point-de-vue sur les événements contemporains aux Américains.
Lors de sa première année à la Maison Blanche, elle parcourt 50 000 km en avion, et 68 000 l’année suivante. Elle multiplie les déplacements afin de ne pas perdre de vue sa vocation principale, qui est d’aider les autres.
C’est la première fois dans l’histoire du pays qu'une Première dame s’intéresse aux conditions de vie des plus démunis, des défavorisés et des exclus. D’ailleurs, Eleanor Roosevelt destine les cachets de ses conférences au secours des familles sans travail ; elle ouvre un club pour les femmes abandonnées ou dont le mari est alcoolique.
Elle a notamment une influence sur la politique intérieure de son époux (programmes sociaux du New Deal, amélioration du sort des femmes, droits civiques de la population noire, etc.), en faisant des conférences de presse, tenant des rubriques dans les journaux puis produisant des émissions de radio,.
Dans la poursuite de sa volonté de faire travailler plus de femmes, elle a fait pression sur son mari afin de nommer des femmes à des postes fédéraux et aussi de donner aux minorités l'accès à des postes administratifs.
Elle fut une proche conseillère du président, le poussant à adopter des réformes assez ambitieuses comme une politique anti-lynchage, une assurance nationale de santé, ou encore la nomination de plus de femmes dans son équipe.
Eleanor Roosevelt avait la réputation d'avoir une grande influence sur les choix politiques (comme les nominations) de son mari. Cependant, la nomination de Frances Perkins par le président en tant que première femme membre du Cabinet, à titre de secrétaire au Travail, était le propre choix de Franklin Roosevelt. Eleanor ne l’a même jamais proposée. Eleanor Roosevelt était ravie que son mari ait nommé Frances Perkins, preuve qu’il considérait qu’une femme pouvait être nommée et reconnue[source insuffisante].
Par sa présence, elle devient l’effigie de la lutte des femmes pour l’indépendance et de l’égalité des droits des minorités. Elle devient la partisane blanche la plus visible de la lutte pour les droits civiques dans les cercles du gouvernement. Dans cette même idée, elle visite les universités destinées aux Noirs, organise des forums à la Maison-Blanche avec des porte-paroles de la communauté afro-américaine, et se mobilise pour la création au sein de l’administration d’un « Cabinet noir » formé de conseillers afro-américains.

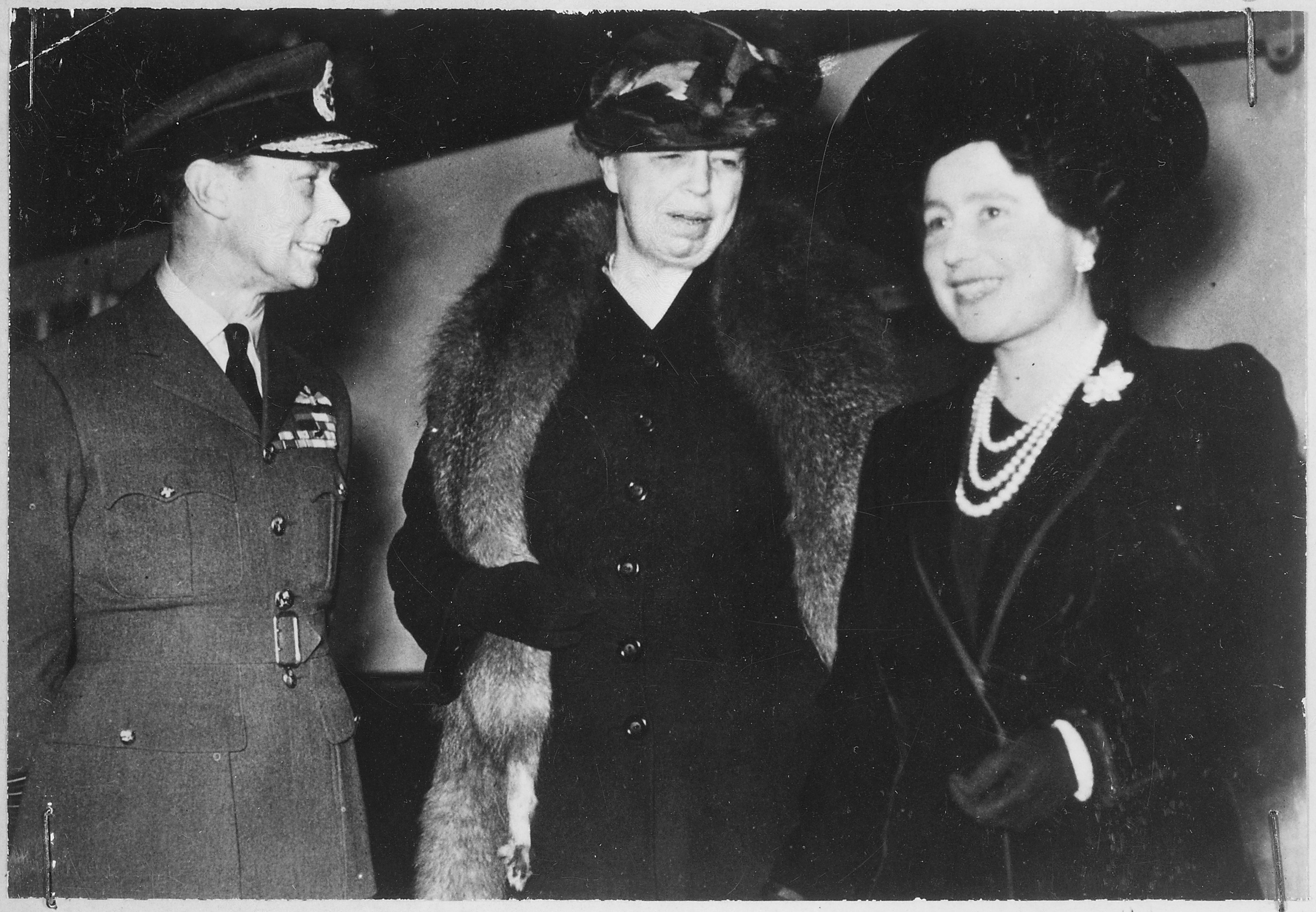
Eleanor Roosevelt avec le roi et la reine d'Angleterre en 1942.

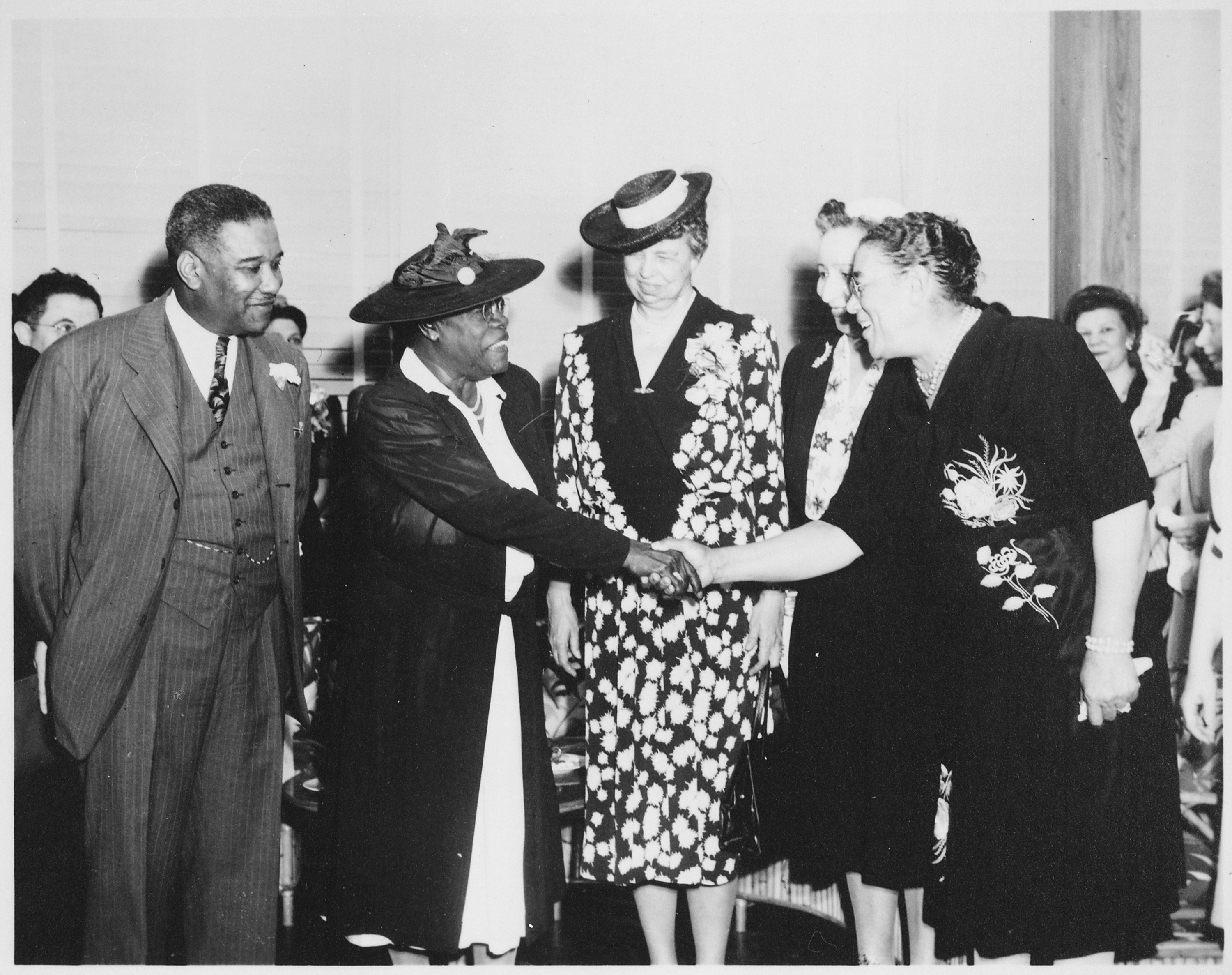
Eleanor Roosevelt et la conseillère afro-américaine de son mari Mary McLeod Bethune en 1943.

Elle sera également membre du National Association for the Advancement of Colored People (NAACP) et du Advisory Council for the Peace Corps.
Pendant la Grande Dépression, un programme du New Deal employait environ 3 millions d’hommes sans emploi, dans le Civil Conservation Corps (CCC). Comme leurs homologues masculins, les femmes cherchaient du travail, mais la stigmatisation à l’égard des femmes qui travaillaient et des femmes qui vivaient de l’aide gouvernementale, rendait la recherche d’un emploi encore plus difficile. Soucieuse de leur sort, Mme Roosevelt s’est alors demandé si elles pouvaient servir à la CCC ; malheureusement elle rencontra la résistance du cabinet de son mari, qui s’interrogeait sur le bien-fondé d’envoyer des femmes travailler dans ce genre de camp. Elle s’est alors tourné vers Hilda Smith - éducatrice pour les ouvriers américains, travailleuse sociale mais aussi directrice du collège Bryn Mawr, afin de trouver une alternative aux camps CCC, qui répondrait aux exigences du cabinet. Un programme, les « camps She-she-she » réservés aux femmes, a été conçu par la Première dame, comme solution pour les deux millions de femmes qui avaient perdu leur travail après le krach boursier de 1929. Il mettait l’accent sur l’éducation et la vie domestique, en fournissant notamment une éducation, des conseils professionnels, de l’encouragement, etc..
Les principaux nouveaux concessionnaires[style à revoir] — Eleanor Roosevelt, Harold Ickes, Frances Perkins et Harry Hopkins — ont critiqué ouvertement la discrimination raciale et ont essayé d’inclure des personnes de couleur dans les programmes du New Deal. Leur réussite, bien que loin d’être parfaite, fut impressionnante[style à revoir].
Elle était membre du groupe Daughters of the American Revolution. Elle a résilié son adhésion en 1939, après que cette association ait refusé que Marian Anderson, une chanteuse afro-américaine, se produise devant leur auditoire. Elle s’est d’ailleurs débrouillé par la suite pour qu’Anderson puisse chanter devant le mémorial de Lincoln.
Les années 1940 peuvent être considérées comme l'ère de Eleanor Roosevelt car elle a été la personne la plus influente dans le développement du programme des droits humains des Nations-Unies et l'agent principal à travers lequel le gouvernement américain a travaillé pour atteindre ses objectifs de politique étrangère dans le domaine des droits de l'homme. On dira par ailleurs que la Eleanor de ces années n’a rien à voir avec la Eleanor de 1924, qu’un de ses fils a décrit comme « une femme qui a échoué en tant que femme et mère, qui a échoué à trouver du plaisir dans la vie et qui a échoué à « marquer les esprits » en tant qu’être indépendant ». Les propos de son fils seront considérés comme étant exagérés mais il est vrai qu’il aurait été difficile de voir « la première dame du monde » en une femme généralement décrite comme gênée et introvertie.

#### Seconde Guerre mondiale

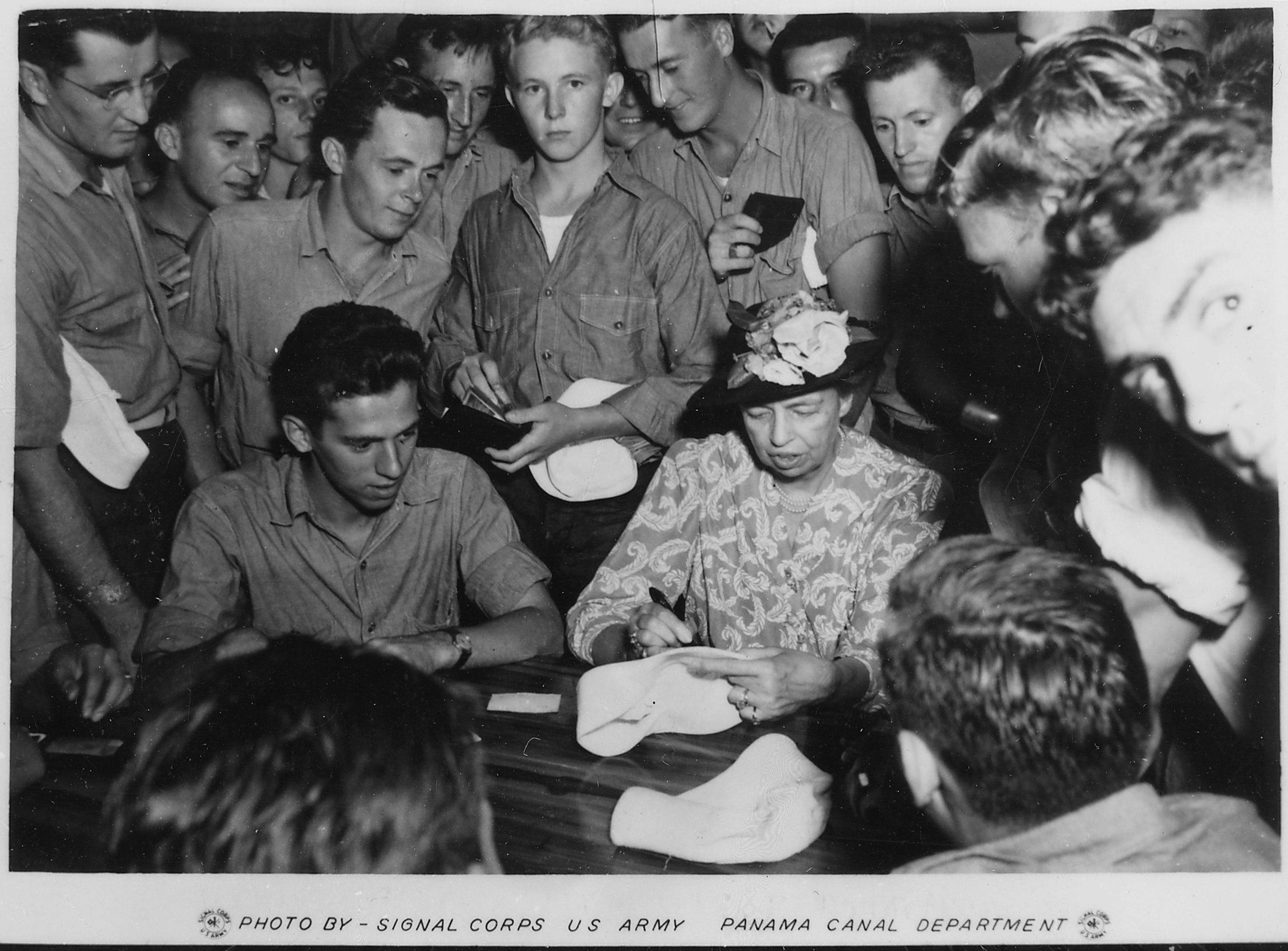
La Première dame visite des troupes aux îles Galápagos, en 1944.

Eleanor Roosevelt est favorable à la décision d'engager les États-Unis dans la Seconde Guerre mondiale et n’hésite pas à rendre visite aux troupes sur le front, par exemple en août 1943 dans le Pacifique Sud. Engagée auprès du NAACP, elle soutient la création d'une escadrille de chasse composée de pilotes noirs qui se bat en Italie et escorte les bombardiers sur l'Allemagne (escadrille Tuskegee Airmen) ; elle est également à l'origine du corps féminin de pilotes de l'armée de l'air américaine, le Women Airforce Service Pilots, qui permettra à de nombreuses femmes de devenir pilotes.
En 1941, elle prend la tête du Bureau de défense civile (Office of Civilian Defense), organe de sécurité mobilisé pour réagir en cas d'attaque. Devant l'opposition du Parti républicain et des médias, elle quitte cette fonction cinq mois après sa nomination.

### Vie publique après la Maison-Blanche

#### Les Nations Unies

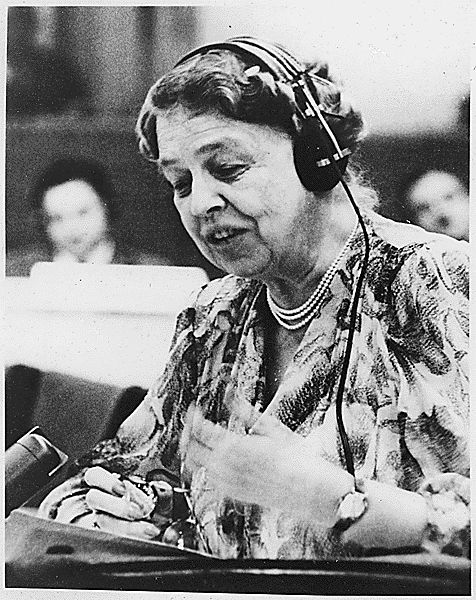
Eleanor Roosevelt à l'ONU en 1947.

Franklin Delano Roosevelt meurt en avril 1945 ; son vice-président Harry Truman lui succède.
En décembre 1945, il lui propose de faire partie de la délégation des États-Unis à la première assemblée générale des Nations unies à Londres. Sous la « pression » de Truman, Eleanor finit par accepter cette mission. Elle occupera le poste jusqu’en 1952.
Elle est assignée à la troisième commission de l’Assemblée générale, chargée des questions humanitaires, culturelles et économiques, plutôt qu’aux autres comités, qui s'occupaient des questions légales, politiques et financières.

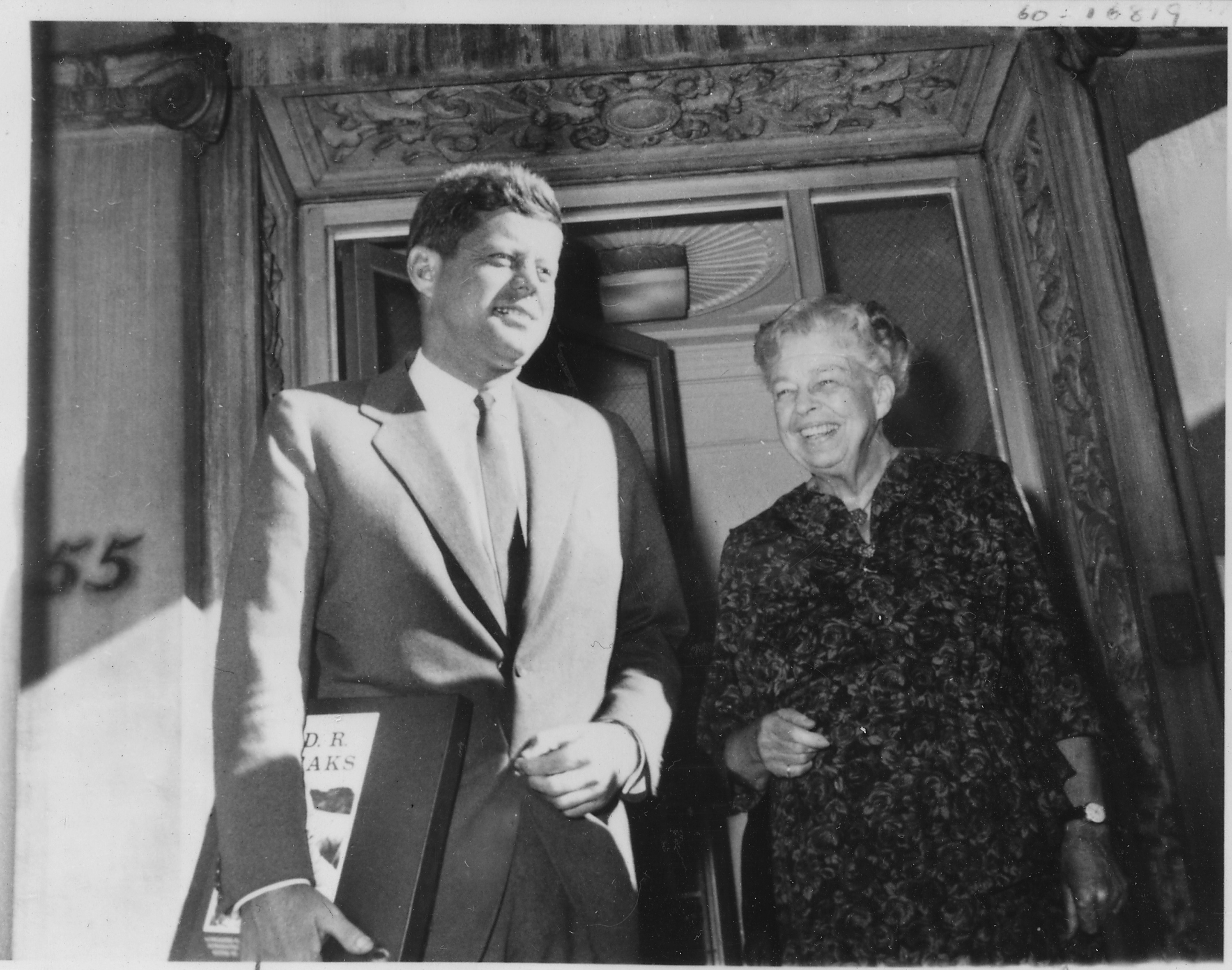
Eleanor Roosevelt et John F. Kennedy en 1960.

Eleanor Roosevelt, toujours négative quant à l’image qu’elle a d’elle-même, pensait qu’elle avait été assignée au Comité trois car les hommes de la délégation présumaient qu’elle y causerait le moins de tort (« do the least harm there »). Elle commentera également : « Comment pourrais-je être déléguée et aider à organiser les Nations-Unies alors que je n’ai aucune expérience dans les relations internationales ? » Des réserves quant à ses qualifications ont également été émises par de nombreux membres de l’établissement de politique étrangère. Des oppositions à sa nomination émanent tant du camp républicain, avec notamment John Foster Dulles, qui la considère trop libérale, que du camp démocrate, avec cette fois le sénateur J. William Fulbright qui, quant à lui, la trouve inexpérimentée. Les avis importent toutefois peu puisque le dernier mot revient au président Truman. Il était d’ailleurs la dernière personne à être dissuadée par le manque d’expérience en affaires étrangères de Mme Roosevelt. En 1946, elle devient présidente de la commission des droits de l'homme. Avec ses collaborateurs, sa mission principale est d’écrire une déclaration internationale des droits humains. Elle consacre beaucoup de temps avec les autres membres à l’écriture de la déclaration et de l’accord complémentaire. Ils sont chargés d’écrire tous ensemble la première ébauche de la déclaration. Cette mission a pris plusieurs mois, les représentants des différents pays ayant des difficultés à s’accorder sur les articles. Pendant toute cette période, chaque mot du projet de déclaration est débattu, jusqu’à ce que le Comité-3 accepte la transmission du texte à l’Assemblée générale. Eleanor a été inspiratrice du projet de la Déclaration universelle des droits de l'homme, aux côtés du Français René Cassin, et a participé à toutes les réunions de travail sur ce texte pendant deux ans, jusqu'au 10 décembre 1948, date à laquelle la Déclaration a été votée à Paris. Elle insistera sur le fait que la déclaration doit être rédigée de manière à être acceptable pour toutes les religions, idéologies, cultures, etc. Mais aussi, sur le fait que le langage de la déclaration soit simple et bref afin d'être compréhensible par tout le monde.
À sa mort en 1962, le New York Times voit en elle, dans sa nécrologie, « l'objet d'un respect quasi universel » et considère qu'elle est devenue, à la fin de sa vie, « l'une des femmes les plus estimées du monde ».

### Vie privée

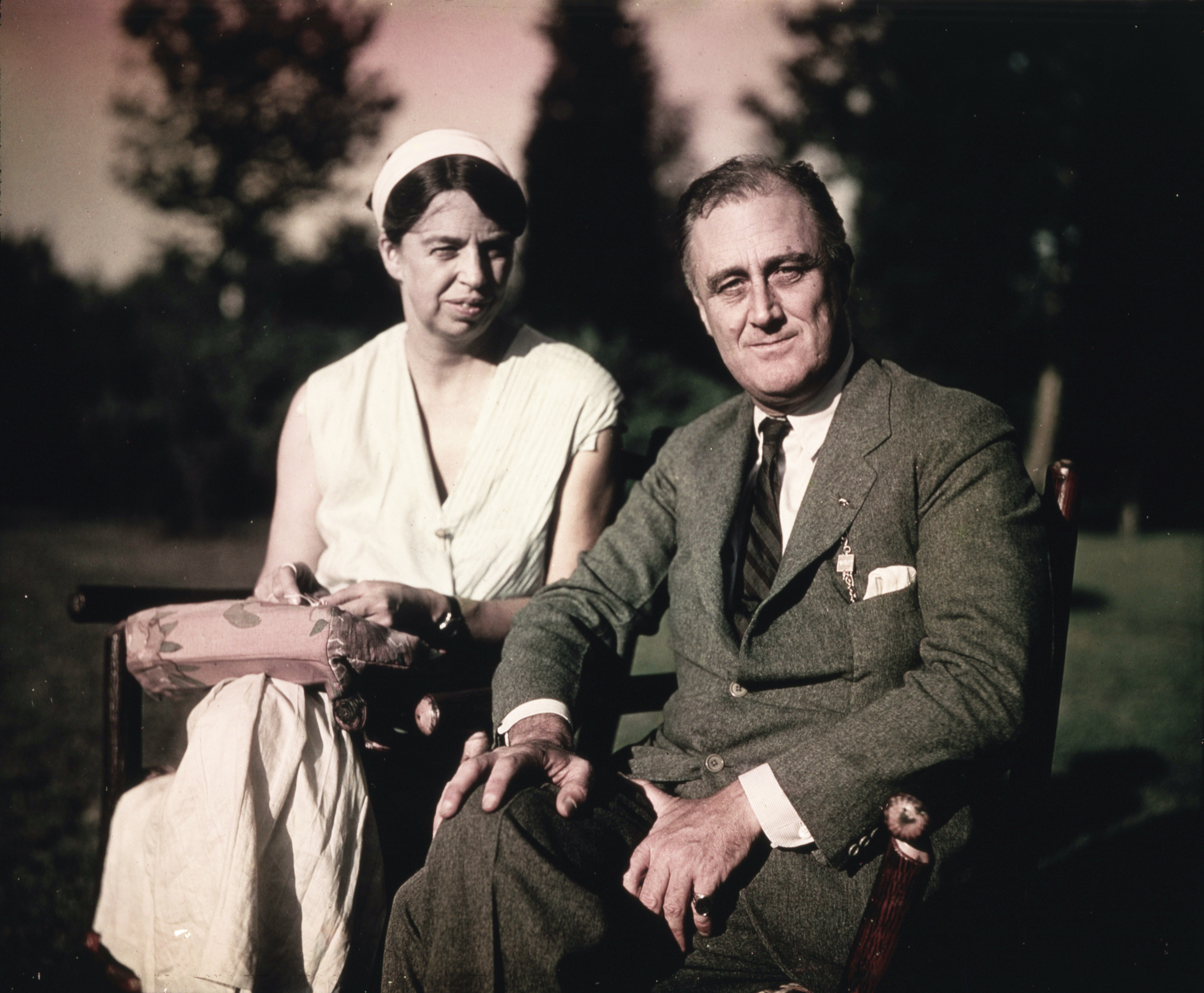
Eleanor et Franklin Roosevelt en août 1932.

Le couple a eu six enfants, dont l'un meurt en bas âge :
- Anna Eleanor, Jr. (3 mai 1906 - 1er décembre 1975), journaliste, responsable des relations publiques ;
- James (13 décembre 1907 - 13 août 1991), homme d'affaires, membre du Congrès ;
- Franklin Delano, Jr. (18 mars 1909 - 1er novembre 1909) ;
- Elliott (23 septembre 1910 - 27 octobre 1990), homme d'affaires, maire ;
- Franklin Delano, Jr. (17 août 1914 - 17 août 1988), homme d'affaires, membre du Congrès, agriculteur ;
- John Aspinwall (13 mars 1916 - 27 avril 1981), commerçant, courtier en valeurs mobilières.

Eleanor Roosevelt est considérée par certains auteurs comme bisexuelle, et ferait partie de ces personnalités dont la bisexualité aurait été volontairement ignorée ou effacée. Elle a parfois été présentée comme une lesbienne. La découverte de ses relations avec des femmes causa une crise familiale similaire à celle résultant de l'infidélité de son mari avec sa secrétaire.
À la suite de la victoire de son mari à la présidentielle, Eleanor fait la rencontre de Lorena A. Hickok, journaliste de l’Associated Press, qui s’intéresse davantage à la Première dame qu’au Président. Malgré son aversion pour les journalistes, Eleanor entretiendra une relation homosexuelle avec cette dame.
Il a fallu attendre la mort de Lorena Hickok pour accéder à des lettres qui montrent par bien des aspects une relation passionnée : « … je me souviens le plus clairement de vos yeux et de cette sorte de sourire taquin qu'on peut y lire, et du contact contre mes lèvres de cette douce petite tache au coin nord-est de votre bouche » écrit Lorena dans une lettre à Eleanor.
Lorena inspire confiance à Eleanor, elle aime son dévouement sincère pour la cause féminine, elle en impose par son charisme et son aisance à parler. Eleanor a trouvé en cette femme une confidente à qui ouvrir son cœur, une personne sensible qui la comble d’amour et lui donne le sentiment d’être aimée et désirée.
Les auteurs divergent toutefois, et il n'est pas entièrement certain que leur relation ait eu un aspect érotique. De la même façon, il n'est pas certain que l'amitié entretenue par Eleanor avec son garde du corps, Earl Miller, ait un jour pris un caractère passionné.
Franklin Roosevelt décédera le 12 avril 1945 aux côtés de sa maîtresse. Eleanor n'en sera informée que plus tard, alors que d’autres membres de sa famille avaient été mis au courant. En avril 1960, on diagnostique une anémie aplasique chez elle, peu après qu'elle a été heurtée par une voiture à New York. En 1962, elle reçut des stéroïdes, qui activèrent un cas dormant de tuberculose dans la moelle osseuse. Alors âgée de 78 ans et souffrant d’insuffisance cardiaque, Eleanor décède dans son sommeil le 7 novembre 1962. Le président John Fitzgerald Kennedy ordonne que tous les drapeaux des États-Unis soient mis en berne dans le monde entier, le 8 novembre, afin de lui rendre hommage. Conformément à la volonté du couple présidentiel, elle est enterrée à Hyde Park, aux côtés de son époux, dans la roseraie de « Springwood », qui est la maison de la famille Roosevelt.[réf. souhaitée]

## Citations
- Eleanor Roosevelt à New York, en 1956.« Tu dois accepter tout ce qui arrive, et la seule chose importante est d'y faire face avec courage, avec tout ce que tu as de mieux à offrir. »

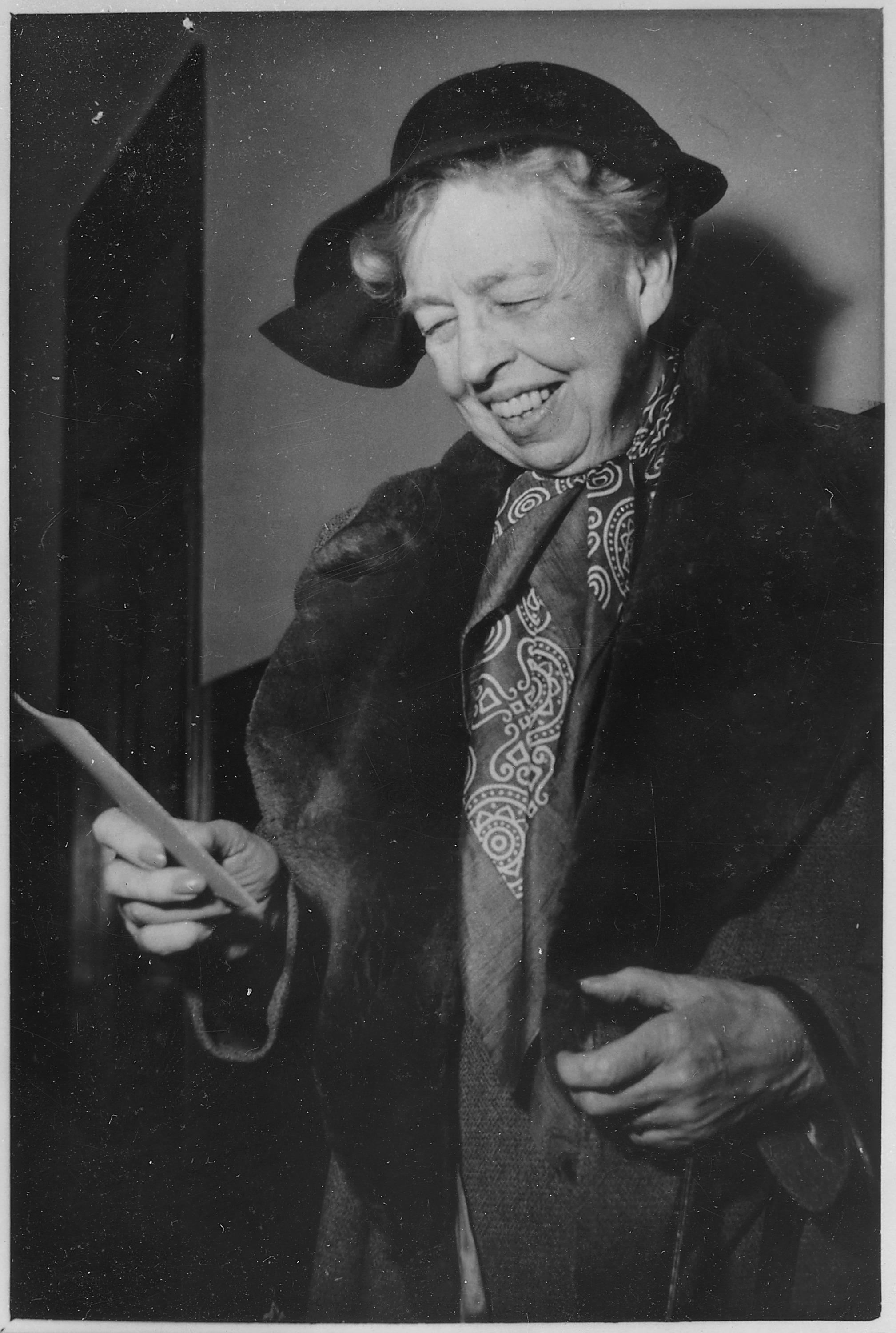
Eleanor Roosevelt à New York, en 1956.

  - « You have to accept whatever comes, and the only important thing is that you meet it with courage and with the best that you have to give. »
- « L'avenir appartient à ceux qui croient à la beauté de leurs rêves. »
  - « The future belongs to those who believe in the beauty of their dreams[40]. »
- « Les grands esprits discutent des idées. Les esprits moyens discutent des événements. Les petits esprits discutent des gens. »
  - « Great minds discuss ideas. Average minds discuss events. Small minds discuss people » également attribué à Socrate.
- « Personne ne peut vous faire sentir inférieur sans votre consentement. »
  - « No one can make you feel inferior without your consent[41]. »
- « Fais ce que ton cœur te dit de faire – de toutes les façons, on te critiquera. Tu seras damné si tu le fais et damné si tu ne le fais pas. »
  - « Do what you feel in your heart to be right — for you’ll be criticized anyway. You'll be damned if you do, and damned if you don’t. »
- « La paix mondiale ne peut être le travail d'un seul homme, d'un seul parti, ou d'une seule nation. Cette paix doit reposer sur la volonté commune du monde entier. »
  - « The structure of the world peace cannot be the work of one man, or one party or one nation. It must be a peace which rests on the cooperative effort of the whole world. »[42]
- « Vous devez faire la chose que vous pensez ne pas pouvoir faire. »
  - « You must do the thing you think you cannot do. »[43].

## Hommages

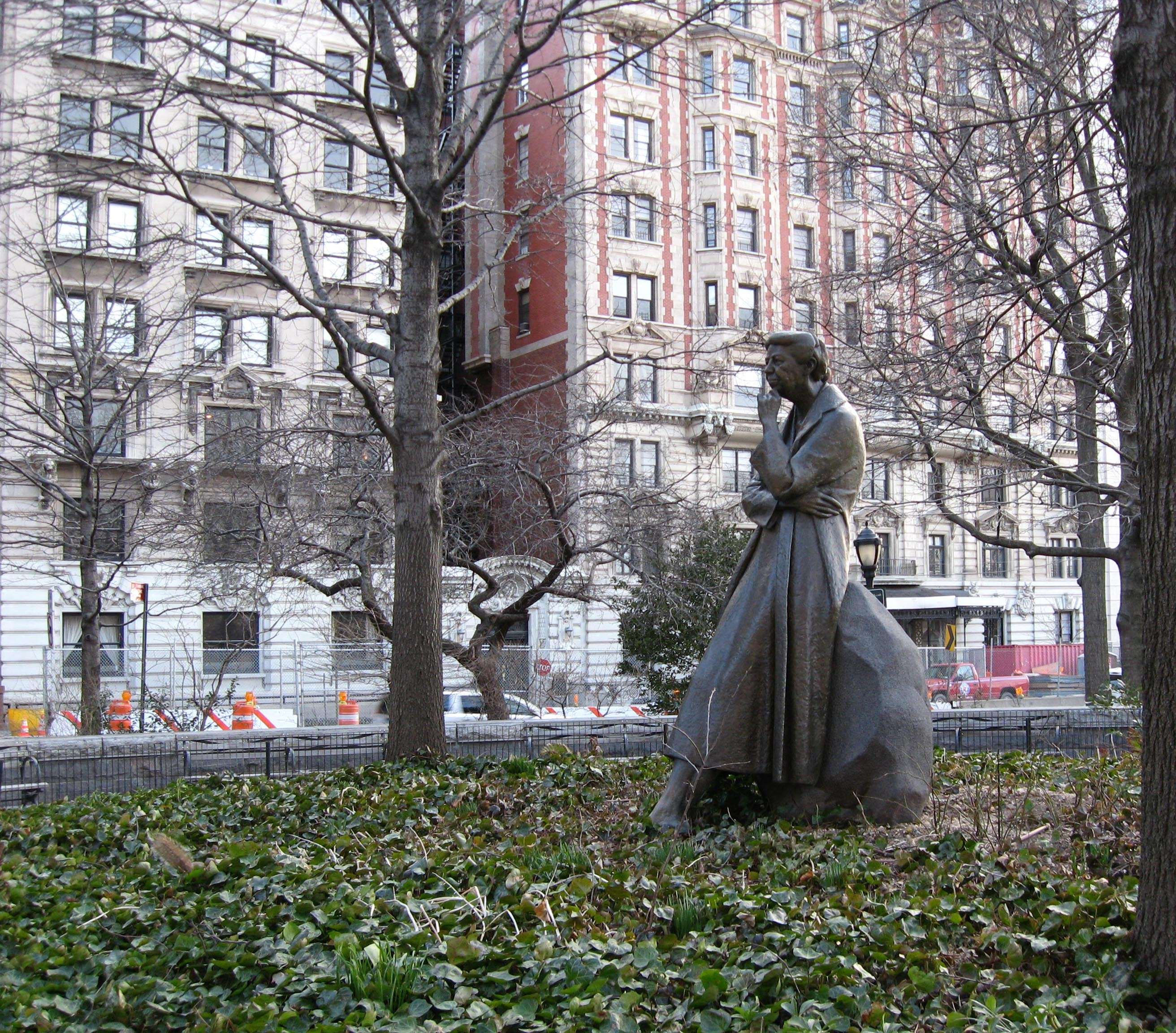
Le monument à Eleanor Roosevelt inauguré à New York en 1996.

- Eleanor Roosevelt est inscrite au National Women's Hall of Fame.
- Le cinquième des six collèges de l'université de Californie à San Diego porte le nom d'Eleanor Roosevelt College.
- Elle reçoit à titre posthume le prix des droits de l'homme des Nations unies en 1968.
- En 1972, l’Institut Eleanor Roosevelt a été fondé ; il fusionne avec la Franklin D. Roosevelt Four Freedoms Foundation en 1987 pour devenir le Roosevelt Institute. Le Roosevelt Institute est un groupe de réflexion américain libéral. L’organisation, basée à New York, affirme qu’elle existe « pour faire avancer l’héritage et les valeurs de Franklin et Eleanor Roosevelt en développant des idées progressistes et un leadership audacieux au service de la restauration de la promesse d’opportunités de l’Amérique pour tous. L'Eleanor Roosevelt High School, une école secondaire aimant public spécialisée dans les sciences, les mathématiques, la technologie et l’ingénierie, a été fondée en 1976 à son emplacement actuel à Greenbelt (Maryland).
- En 1977, la maison où elle a vécu après la mort de son époux a été officiellement désignée par un acte du Congrès comme lieu historique national Eleanor Roosevelt, afin de commémorer l’éducation, l’inspiration, le bénéfice des générations présentes et futures ainsi que la vie et l’œuvre d’une femme exceptionnelle dans l’histoire américaine.
- En 1989, l'Eleanor Roosevelt Fund Award est créé. Il honore une personne, un projet, une organisation ou une institution pour ses contributions exceptionnelles à l’égalité et à l’éducation des femmes et des filles.
- Une statue en bronze à son effigie (en) a été inaugurée en 1996 par la Première dame Hillary Clinton à l’extrémité ouest de la 72e Rue et de Riverside Drive à New-York. Aux pieds de la statue est inscrit quelques mots d’Adlai Stevenson : « Her glow has warmed the world », ce qui veut dire « Sa flamme a réchauffé le monde ». Elle est la première Première dame des États-Unis à avoir connu une telle popularité et à recevoir un tel hommage[13].
- En 1998, le président Bill Clinton crée le Prix Eleanor Roosevelt pour les droits de l’homme, en l’honneur des promoteurs américains exceptionnels des droits aux États-Unis. Le prix a d’abord été décerné à l’occasion du 50e anniversaire de la Déclaration universelle des droits de l’homme, honorant le rôle d’Eleanor Roosevelt en tant que « force motrice » dans l’élaboration de la Déclaration universelle des droits de l’homme de l’ONU.

## Œuvres cinématographiques

### Fictions
- 1969 : dans le film soviétique Libération son rôle est interprété par Elizaveta Alekseïeva (1969 et 1971 car le tournage des cinq épisodes a duré deux ans)
- 1975 : elle est mentionnée dans le film policier de Dick Richard Adieu ma jolie, comme symbole, en juin 1941, des premiers combats politiques contre la ségrégation raciale.
- 2000 : dans le film 60 secondes chrono de Dominic Sena, avec e.a. Nicolas Cage, la voiture « 46 », la mythique Mustang Shelby de 1967 est dénommée « Eleanor ».
- 2013 : dans le film américain Week-end royal (rôle interprété par Olivia Williams).
- 2015 : dans le film russe La bataille pour Sébastopol (rôle interprété par Joan Blackham).
- 2017 : dans la saison 6 de la série télévisée Scandal, Mellie Grant fait accrocher son portrait dans le Bureau ovale lorsqu'elle devient présidente des États-Unis.
- 2020 : l'actrice américaine Harriet Sansom Harris interprète une version fictionnelle d'Eleanor Roosevelt dans la mini-série Hollywood, diffusée sur le service Netflix.
- 2022 : l'actrice Gillian Anderson interprète Eleanor Roosevelt dans la série américaine The First Lady.
- 2024 : elle est incarnée par Susan Sarandon dans le film Messagères de guerre (The Six Triple Eight, ) de Tyler Perry.

### Documentaire
- The Eleanor Roosevelt Story, documentaire de 90 minutes ayant remporté l'Oscar du meilleur film documentaire en 1965.

## Livres
- It’s Up to the Women, New York: Frederick A. Stokes Company, 1933
- A Trip to Washington with Bobby and Betty. New York : Dodge, 1935.
- This is my story. New York : Bantam Books, 1937. Première partie autobiographie
- Christmas: A Story. New York : Knopf, 1940.
- This I Remember. New York: Harper & Bros., 1949. Autobiographie de la deuxième partie
- UN: today and tomorrow. New York: Harper & Brothers, 1953. Coauteur: William DeWitt
- India and the awakening East. New York: Harper & Brothers, 1953
- On My Own, New York: Harper & Bros., 1958 (Autobiographie en troisième partie)
- Your Teens and Mine. New York : Da Capo, 1961.
- Eleanor Roosevelt's Book of Common Sense Etiquette. New York : Macmillan, 1962 (avec la collaboration de Robert O. Ballou).
- Eleanor Roosevelt's Christmas Book. New York : Dodd, Mead, 1963.
- Tomorrow Is Now. New York : Harper, 1963.